# Игнатов, Пётр Алексеевич
Пётр Алексе́евич Игна́тов (род. 3 октября 1948, Москва, СССР) — советский и российский учёный-геолог, доктор геолого-минералогических наук, почётный профессор МГРИ,  академик РАЕН.

## Биография
С 1971 по 1974 года — младший научный сотрудник МГРИ.
С 1978 по 1992 года — доцент, профессор кафедра геологии месторождений полезных ископаемых МГРИ.
Заведующий кафедрой геологии месторождений полезных ископаемых МГРИ.

## Научная деятельность
Член редакционных советов журналов «Известия высших учебных заведений. Геология и разведка» и «Eurasian Mining».
Председатель диссертационного совета 24.2.364.02 (Д 212.121.04) по защите диссертаций на соискание учёных степеней кандидата и доктора геолого-минералогических наук по специальностям «Геофизика», «Геология, поиски и разведка твёрдых полезных ископаемых, минерагения», «Геоэкология» созданного на базе МГРИ.
Научный руководитель Школьного факультета МГРИ. Оказывает помощь детско-юношескому геологическому движению и популяризует геологические знания среди школьников — за что удостоен званием «Заслуженный наставник».

### Публикации
Книги
- Старостин В. И., Игнатов П. А. Геология полезных ископаемых. — М.: Изд-во МГУ, 1997. — 304 с. — ISBN 5-211-03498-8.
- Игнатов П. А., Новиков К. В. Полевая диагностика тектонических нарушений и флюидоразрывных образований в кимберлитовмещающих отложениях нижнего палеозоя. — Мирный: АЛРОСА, 2019. — 79 с. — ISBN 978-5-6041056-1-0.
- Игнатов П. А., Зарипов Н. Р., Ковальчук О. Е. Индикаторные свойства прожилкового осветления красноцветных отложений при прогнозировании и поисках кимберлитов. — Мирный: АЛРОСА, 2022. — 155 с. — ISBN 978-5-6041056-6-5.

Статьи
- Игнатов П. А., Бушков К. Ю., Штейн Я. И., Толстов А. В., Яныгин Ю. Т. Геологические и минералого-геохимические признаки структур, контролирующих алмазоносные кимберлиты Накынского поля Якутии // Руды и металлы. — 2006. — № 4. — С. 59—67. — ISSN 0869-5997.
- Игнатов П. А., Штейн Я. И., Черный С. Д., Яныгин Ю. Т. Новые приёмы оценки локальных площадей на коренные алмазные месторождения // Руды и металлы. — 2001. — № 5. — С. 32—43. — ISSN 0869-5997.
- Горюнов Е. Ю., Игнатов П. А., Климентьева Д. Н., Халиков А. Н., Кравченко М. Н. Проявления современных подтоков углеводородов в нефтегазоносные комплексы на территории Волго-Уральской нефтегазоносной провинции // Геология нефти и газа. — 2015. — № 5. — С. 62—69. — ISSN 0016-7894.
- Игнатов П. А., Новиков К. В., Бушков К. Ю., Толстов А. В. Реконструкция кинематики разломов на закрытых территориях по данным анализа микронарушений в керне // Известия высших учебных заведений. Геология и разведка. — 2011. — № 3. — С. 55—60. — ISSN 0016-7762.
- Игнатов П. А., Новиков К. В., Шмонов А. М., Разумов А. Н., Килижеков О. К. Сравнительный анализ рудовмещающих структур Майского, Мархинского и Озерного кимберлитовых тел Накынского поля Якутии // Геология рудных месторождений. — 2015. — Т. 57, № 2. — С. 125—131. — ISSN 0016-7770. — doi:10.7868/S0016777015020033.
- Игнатов П. А., Бушков К. Ю., Новиков К. В., Толстов А. В. Ареал брекчий базитов Накынского кимберлитового поля // Известия высших учебных заведений. Геология и разведка. — 2010. — № 2. — С. 31—35. — ISSN 0016-7762.
- Игнатов П. А., Болонин А. В., Васильев И. Д., Фомин А. А., Ким В. Контакты кимберлитовой трубки Архангельская и деформации вмещающих и перекрывающих пород // Известия высших учебных заведений. Геология и разведка. — 2009. — № 5. — С. 28—34. — ISSN 0016-7762.
- Игнатов П. А., Еременко Р. У., Толстов А. В., Овчинников И. М. Перспективы выявления месторождений скандия в Якутской алмазоносной провинции // Горный журнал. — 2022. — № 7. — С. 17—21. — ISSN 0017-2278. — doi:10.17580/gzh.2022.07.02.

## Награды и премии
- Медаль «В память 850-летия Москвы»
- Почётный знак «300 лет горно-геологической службе России»
- Нагрудной знак «Отличник разведки недр»